# قلعه ریاب
قلعه ریاب مربوط به دوره قاجار است و در شهرستان گناباد، روستای ریاب واقع شده و این اثر در تاریخ ۱۳ بهمن ۱۳۸۸ با شمارهٔ ثبت ۲۹۰۵۴ به‌عنوان یکی از آثار ملی ایران به ثبت رسیده است.